# Flyghöns
Flyghöns är en familj med fåglar som ensamma placeras i ordningen Pterocliformes. De lever i Afrika och Asien, ett par arter också i Europa. Flyghönsen har drag av både duvor och hönsfåglar, och det har varit omdiskuterat vilka närmaste släktingar är. De lever ofta i torra områden som stäpper och öknar.

## Systematik
Flyghönsens systematik har länge varit omdiskuterad, och familjen har ansetts vara besläktade med både vadarfåglar, duvor och hönsfåglar. En stor sentida studie över fåglarnas systematik, Jarvis et al. 2014, indikerar att deras närmsta släktingar är mesiterna och att de tillsammans utgör en systergrupp till duvorna.
Familjen delas traditionellt upp i två släkten, med de flesta arter i Pterocles och två i Syrrhaptes. Genetiska studier visar dock att denna uppdelning är felaktig, där de i Syrrhaptes är inbäddade i Pterocles. Dessa forskningsresultat har ännu inte lett till några taxonomiska förändringar.

## Utseende
Flyghönsens huvud och näbb är små. Näbben är svag, föga böjd och utan köttig hud vid roten. Näsborrarna är dolda under pannans fjädrar. Vingarna är långa och spetsiga. Benen är svaga och liksom tårna korta. Den bakre tån är rudimentär eller saknas, och den yttersta tån har bara fyra leder. De tre framtårna är förenade med varandra till en gemensam sula. Arterna av denna familj bebor stäpper och öknar.
Släktet Pterocles har tårna och tarsens baksida nakna och en rudimentär bakre tå. Framtårna är endast vid roten obetydligt förenade samt första och andra vingpennorna är lika långa. Släktet Syrrhaptes har tårna och tarserna befjädrade och saknar en bakre tå, samt har framtårna mycket breda och sammanvuxna till främsta leden, så att foten, sedd underifrån, bildar en enda sula, som är beklädd av hornartade vårtor. Klorna är breda och starka.

## Utbredning
Arterna i släktet Pterocles förekommer i Europa, Asien och Afrika. De två arter i släktet Syrrhaptes lever i Asien på stäpper och i öknar. 

## Ekologi
Födan består huvudsakligen av frön. Som namnet antyder har flyghöns en bra flygförmåga. Hannens bukfjädrar kan suga upp vatten. På så sätt får ungarna tillräckligt med vatten när hannen kommer till boet vilket kallas bukblötning. Under parningstiden lever de parvis, däremellan ofta i stora skaror, som flitigt strövar omkring för att söka sin föda. 

## Arter
- Släkte Pterocles
  - Brunbukig flyghöna (Pterocles exustus)
  - Pärlflyghöna (Pterocles burchelli)
  - Tvåbandad flyghöna (Pterocles bicinctus)
  - Fyrbandad flyghöna (Pterocles quadricinctus)
  - Gulstrupig flyghöna (Pterocles gutturalis)
  - Kronflyghöna (Pterocles coronatus)
  - Madagaskarflyghöna (Pterocles personatus)
  - Indisk flyghöna (Pterocles indicus)
  - Namaquaflyghöna (Pterocles namaqua)
  - Strimflyghöna (Pterocles lichtensteinii)
  - Svartbukig flyghöna (Pterocles orientalis)
  - Maskflyghöna (Pterocles decoratus)
  - Vitbukig flyghöna (Pterocles alchata)
  - Ökenflyghöna (Pterocles senegallus)
- Släkte Syrrhaptes
  - Stäppflyghöna (Syrrhaptes paradoxus)
  - Tibetflyghöna (Syrrhaptes tibetanus)